# Pasiphyle auricollis
Pasiphyle auricollis là một loài bọ cánh cứng trong họ Cerambycidae.